# Deckstation

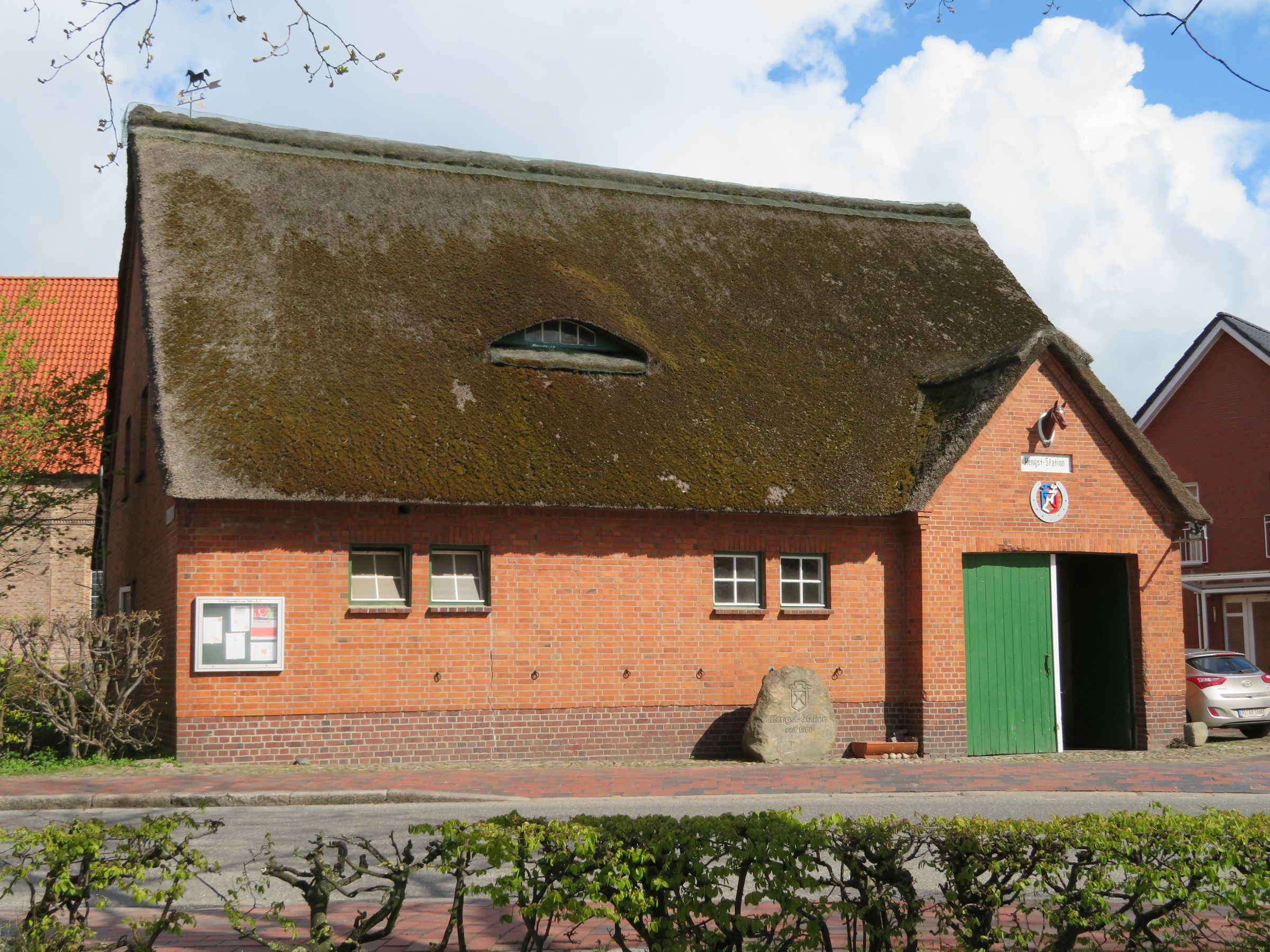
Historische Holsteiner Hengststation Haselau

Eine Deckstation ist ein Stall, in dem ein oder mehrere Vatertiere untergebracht sind. Die Bedeckung kann entweder im Natursprung oder durch künstliche Besamung erfolgen.

## Pferdezucht
Eine Hengststation ist ein Stall, in dem ein oder mehrere Deckhengste untergebracht sind. Oft ist eine Deckstation eine Außenstelle eines großen staatlichen Gestüts, beispielsweise der Haras Nationaux in Frankreich oder der deutschen Landgestüte, wo die Landbeschäler genannten Hengste nur während der Decksaison eingestellt werden. Es gibt auch private Hengststationen.
Für die Bedeckung an der Hand wird die rossige Zuchtstute zum Decken zur Deckstation gebracht. Wenn die Stute in der Fohlenrosse kurz nach dem Abfohlen gedeckt werden soll, dann wird das Fohlen gemeinsam mit der Mutterstute zur Deckstation transportiert. In der Regel hält eine Person die Stute und führt sie in den Deckstand, eine zweite kümmert sich um den Deckhengst. Mit einem Probierhengst kann überprüft werden, ob die Stute bereit ist. Dabei wird die Stute dem Hengst hinter einer Barriere präsentiert. Mit ihrem Verhalten zeigt die Stute ob sie paarungsbereit ist. Mit Ultraschall kann das Stadium der Follikel überprüft werden. Eventuell wird eine Tupferprobe verlangt, um die Verbreitung von Krankheiten zu vermeiden. Dabei erfolgt die Befruchtung mit unverdünntem Frischsamen.
Bei der künstlichen Besamung springt dagegen der Hengst in der Hengststation auf ein Phantom. Die gewonnene Samenmenge wird untersucht und bei genügender Qualität in mehrere Portionen aufgeteilt, gekühlt und schließlich versendet. Die Stute wird in ihrem Heimatstall besamt und muss nicht zur Hengststation gebracht werden. Der Samen kann auch tiefgefroren werden. In der Vollblutzucht ist die künstliche Besamung nicht erlaubt.
In Haselau befindet die historische Hengststation des Holsteiner Verbandes. Sie wurde 1906 gegründet und ist die älteste in Betrieb befindliche Hengststation in Schleswig-Holstein.
Das Schweizer Nationalgestüt beschickt mit rund 60 Freiberger Deckhengsten rund 17 Deckstationen in der Schweiz und eine in Marbach in Deutschland. Das Landgestüt Marbach beschickt Deckstationen in Biberach, St. Märgen, Ellwangen, Zogenweiler und Marbach.

## Andere Tierarten

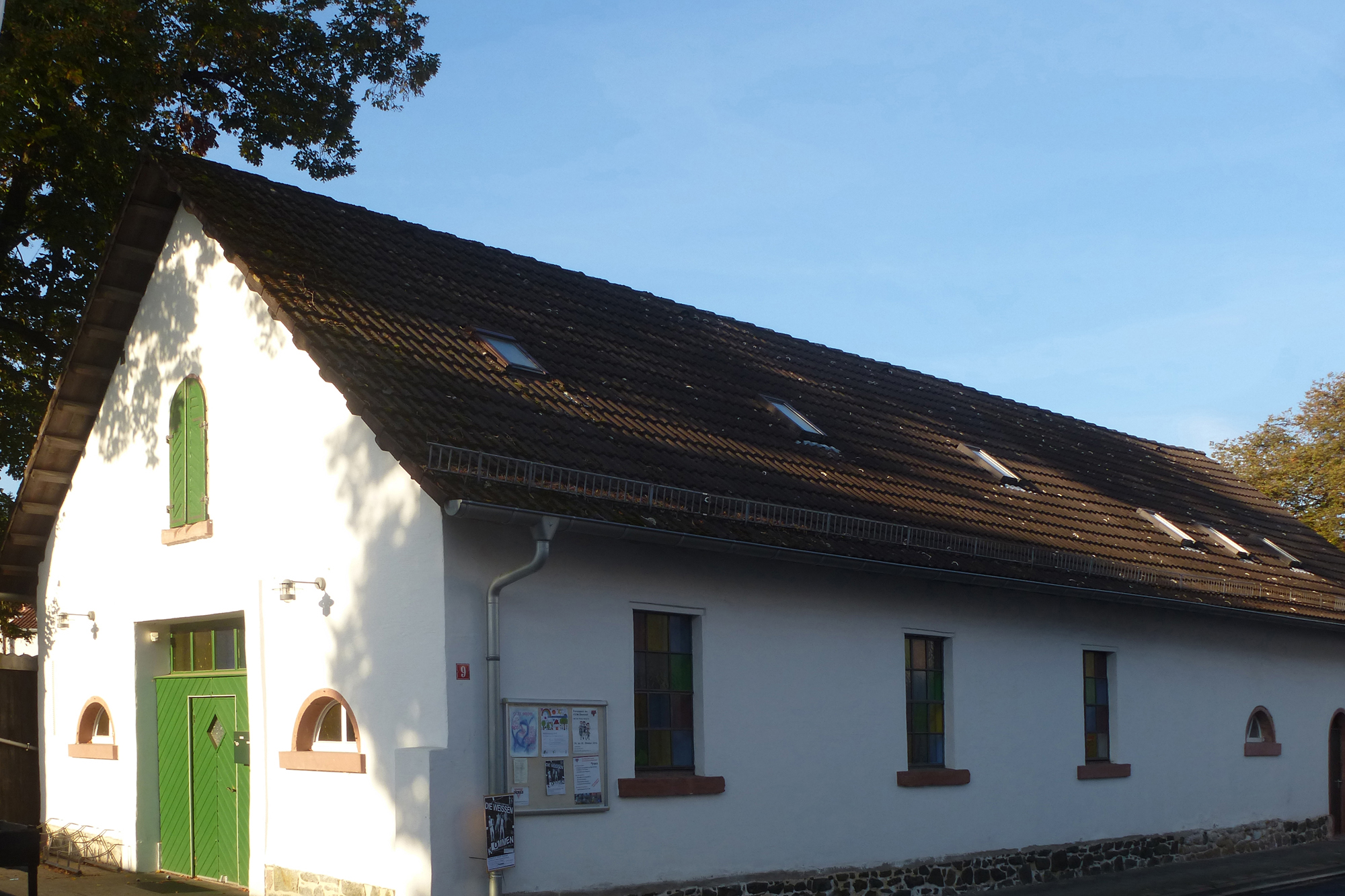
Faselstall (Darmstadt-Eberstadt), erbaut 1840

Es gibt auch Deckstationen, die anderen Haustieren gewidmet sind. Die Ziegenbockstation in Osterholz-Scharmbeck in Niedersachsen wurde 1928 als Deckstation für Ziegen erbaut.
Für die Landwirtschaft gab es die Dorfbullen, für die in manchen Gemeinden Farrenställe bereitgestellt wurden. Ebenso wurden Eber und Schafböcke von Gemeinden gehalten.